# Список акронімів української мови (Т)
Список акронімів української мови, які починаються з літери «Т»:
- ТАК — Теорія автоматичного керування
- ТАРГЕТ (англ. TARGET: Trans-European Automated Real-time Gross Settlement Express Transfer System) — Трансєвропейська автоматизована платіжна система експрес-переказів з валовим розрахунком у реальному часі
- ТАРС («Телеграфне агентство Радянського Союзу») — Інформаційне агентство Росії «ТАРС»
- ТАРСР — Таджицька Автономна Радянська Соціалістична Республіка
- ТАРСР — Татарська Автономна Радянська Соціалістична Республіка
- ТАРСР — Тувинська Автономна Радянська Соціалістична Республіка
- ТАРСР — Туркестанська Автономна Радянська Соціалістична Республіка
- ТАТ — Тематичний апперцептивний тест
- ТБ — Телебачення
- ТБТ — Технічні бар'єри в торгівлі
- ТВД — Театр військових дій
- ТВЕЛ — Тепловидільний елемент
- ТГРС — Тяжкий гострий респіраторний синдром
- ТГФ — Тетрагідрофуран
- ТДВ — Товариство з додатковою відповідальністю
- ТДП — Теорія держави і права
- ТЕЛА — Тромбоемболія легеневої артерії
- ТЕМ — Трансмісійний електронний мікроскоп
- ТЕН — Тетранітропентаеритрит
- ТЕН — Трубчастий електронагрівник
- ТЕО — Техніко-економічне обґрунтування
- ТЕС — Теплова електростанція
- ТЕФІ («Телевізійний ефір») — російська національна телевізійна премія
- ТЕЦ — Теплоелектроцентраль
- ТЗ — Товарний знак
- ТЗ — Технічне завдання
- ТЗ — Транспортний засіб
- ТЗІ — Технічний захист інформації
- ТіК («Тверезість і Культура») — український музичний гурт
- ТІСК — Тиристорно-імпульсна система керування
- ТЙ — Теорія ймовірностей
- ТКМ — Традиційна китайська медицина
- ТКН — Тифлокоментування
- ТКП — Теорія кристалічного поля
- ТМ — Торгова марка
- ТМЗК — Телефонна мережа загального користування
- ТММ — Теорія машин і механізмів
- ТМН — Турбомолекулярний насос
- ТМО — Термомеханічне оброблення
- ТНК — Транснаціональна корпорація
- ТНМК («Танок на Майдані Конґо») — український гурт, що виконує музику в стилях репкор, хіп-хоп, рок та фанк
- ТНР — Тувинська Народна Республіка
- ТНРС — Тринітрорезорцинат свинцю
- ТНТ — Тринітротолуол
- ТОВ — Товариство з обмеженою відповідальністю
- ТОДА — Тернопільська обласна державна адміністрація
- ТОР (англ. TOR: «The Onion Router») — інтернет-браузер та система забезпечення анонімності в Інтернеті
- ТОФ — Тихоокеанський флот Росії
- ТП — Технічна підтримка
- ТП — Температура плавлення
- ТП — Тепловий пункт
- ТП — Технічний проект
- ТП — Технологічний процес
- ТП — Трансперсональна психологія
- ТП — Трансформаторна підстанція
- ТПК — Трудова партія Кореї
- ТПР — Території пріоритетного розвитку
- ТРД — Турбореактивний двигун
- ТРЕ — Таджицька радянська енциклопедія
- ТРЕ — Туркменська радянська енциклопедія
- ТРІПС (англ. TRIPS: Agreement on Trade-Related Aspects of Intellectual Property Rights) — Угода про торговельні аспекти прав інтелектуальної власності
- ТРК — Телевізійно-розважальний канал
- ТРНК — Транспортна рибонуклеїнова кислота
- ТРПК — Турецька Республіка Північного Кіпру
- ТРЦ — Торговельно-розважальний центр
- ТС — Технічна система
- ТСК — Тимчасова слідча комісія Верховної Ради України
- ТСК — Тимчасова спеціальна комісія Верховної Ради України
- ТСН («Телевізійна служба новин») — щоденна програма новин каналу 1+1
- ТСОЗ — Товариство спільного обробітку землі
- ТСОУ — Товариство сприяння обороні України
- ТТГ — Тиреотропний гормон
- ТТІП — Трансатлантичне торговельне та інвестиційне партнерство
- ТТЛ — Транзисторно-транзисторна логіка
- ТТН — Товарно-транспортна накладна
- ТТХ — Тактико-технічні характеристики
- ТУ — Технічні умови
- ТУП — Товариство українських поступовців
- ТУУ — Технічні умови України
- ТФКЗ — Теорія функції комплексної змінної
- ТЦ — Торговельний центр
- ТЦКСП — Територіальний центр комплектування та соціальної підтримки
- ТЧХУ — Товариство Червоного Хреста України
- ТЮГ — Театр юного глядача
- ТЯРД — Термоядерний ракетний двигун